# Моро Беј (Калифорнија)
Моро Беј (енгл. Morro Bay) град је у америчкој савезној држави Калифорнија. По попису становништва из 2010. у њему је живело 10.234 становника.

## Демографија
Према попису становништва из 2010. у граду је живело 10.234 становника, што је 116 (1,1%) становника мање него 2000. године.
| Група             | 2000.         | 2010.         |
| Белци             | 8.630 (83,4%) | 8.123 (79,4%) |
| Афроамериканци    | 70 (0,7%)     | 44 (0,4%)     |
| Азијати           | 187 (1,8%)    | 258 (2,5%)    |
| Хиспаноамериканци | 1.183 (11,4%) | 1.526 (14,9%) |
| Укупно            | 10.350        | 10.234        |